# Katastrofa nad jeziorem Monoun
Katastrofa nad jeziorem Monoun – katastrofa w zachodnim Kamerunie nad jeziorem Monoun, która nastąpiła 15 sierpnia 1984 roku około 22:30, kiedy to wskutek zatrucia CO2 śmierć poniosło 37 osób.
Dwutlenek węgla, który się wydobył spod powierzchni jeziora osiadł w okolicy i doprowadził do śmierci z niedotlenienia wszystkie oddychające tlenem istoty, znajdujące się w pobliżu. Wskutek tego, że dwutlenek węgla jest cięższy od tlenu, kumuluje się on w najniższych warstwach atmosfery i wypycha niezbędny do oddychania tlen. Dlatego rozprzestrzeniająca się nad obszarem wokół jeziora chmura CO2, uśmierciła wszystkie zwierzęta i ludzi znajdujących się w pobliżu. Gorączkowe próby złapania powietrza przez ofiary powodowały zgon, gdyż przyspieszały jedynie przyswajanie CO2. Dwa lata po tym wydarzeniu nastąpiła podobna katastrofa nad jeziorem Nyos, gdzie pochłonęła aż 1746 osób i tysiące sztuk bydła.